# Арас-де-лос-Ольмос
Арас-де-лос-Ольмос, Арес-д'Алпонт (ісп. Aras de los Olmos (офіційна назва), валенс. Ares d'Alpont) — муніципалітет в Іспанії, у складі автономної спільноти Валенсія, у провінції Валенсія. Населення — 439 осіб (2010).

## Географія
Муніципалітет розташований на відстані близько 230 км на схід від Мадрида, 80 км на північний захід від Валенсії.
На території муніципалітету розташовані такі населені пункти: (дані про населення за 2010 рік)
- Арас-де-лос-Ольмос: 406 осіб
- Лосілья: 33 особи

## Демографія
Динаміка населення (INE ):

## Галерея зображень

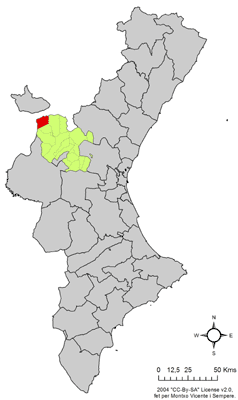
Розташування муніципалітету у автономній спільноті Валенсія
Розташування муніципалітету Арас-де-лос-Ольмос у комарці Лос-Серранос
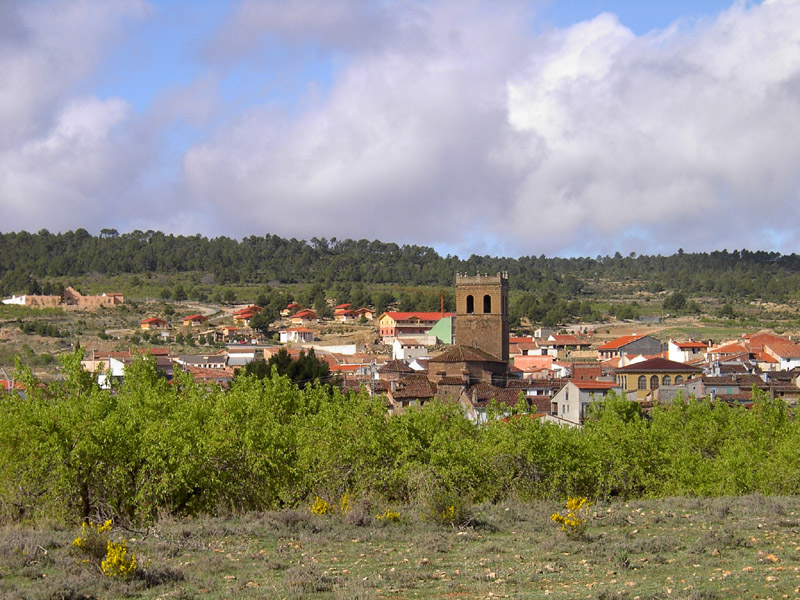
Панорама